# Finale alternativo
Il finale alternativo (in ingl. alternative ending) è, generalmente, un secondo finale di un film, di un fumetto o di qualsiasi altro tipo di rappresentazione (teatrale, musical ecc.) che differisce in modo netto dal finale originariamente creato.
Il finale alternativo viene utilizzato, dagli autori del progetto in questione, quando il pubblico amatore ma soprattutto i fan del genere, sono scontenti della fine classica di qualcosa che amano. Prontamente l'autore redigerà un altro finale per avere più consensi e non perdere "clienti".
Alcuni esempi di rappresentazioni cinematografiche con la presenza del finale alternativo:
- Io sono leggenda[1]
- 10 Cloverfield Lane[2]